# Acalypha ampliata
Acalypha ampliata é uma espécie de flor do gênero Acalypha, pertencente à família Euphorbiaceae.